# I Don’t Wanna Wait
„I Don’t Wanna Wait” – utwór francuskiego DJ-a Davida Guetty oraz amerykańskiego zespołu OneRepublic, który został wydany 5 kwietnia 2024 roku. Piosenka znalazła się na szóstym albumie studyjnym zespołu OneRepublic, Artificial Paradise (2024). 

## Lista utworów
Singel
- I Don’t Wanna Wait – 2:29
- I Don’t Wanna Wait (Extended) – 3:27

 I Don’t Wanna Wait (Alternative Versions)
- I Don’t Wanna Wait (Band Version) – 2:31
- I Don’t Wanna Wait (Acoustic) – 2:32
- I Don’t Wanna Wait (Piano Version) – 2:34

## Promocja utworu oraz teledysk
Singel został wydany 5 kwietnia 2024 roku. Przedpremierowo został wykonany 23 marca 2024 roku podczas występu Guetty na Ultra Music Festival w Miami, gdzie gościnnie wystąpił Ryan Tedder. 25 kwietnia ukazał się teledysk do piosenki wyreżyserowany przez Issaca Rentza. Klip został zrealizowany w Miami i zawiera sceny z występu Guetty podczas Ultra Music Festival. 19 lipca 2024 zespół OneRepublic wykonał utwór podczas koncertu  Citi Concert Series Today

## Pozycje na listach i certyfikaty

### Notowania tygodniowe
| Notowanie (2024)                                 | Najwyższa pozycja |
| ------------------------------------------------ | ----------------- |
| Australia (Top 50 Singles)                       | 57                |
| Australia (Top 20 Dance Singles)                 | 3                 |
| Austria (Ö3 Austria Top 40)                      | 8                 |
| Belgia (Ultratop 50 Singles (Flandria))          | 10                |
| Belgia (Ultratop 50 Singles (Walonia))           | 4                 |
| Bułgaria (Airplay Radio Chart)                   | 4                 |
| Czechy (Singles Digitál Top 100)                 | 19                |
| Czechy (Rádio – Top 100)                         | 17                |
| Dania (Track Top-40)                             | 19                |
| Francja (Top Singles & Titres)                   | 13                |
| Holandia (Single Top 100)                        | 12                |
| Irlandia (Official Irish Singles Chart Top 50)   | 19                |
| Kanada (Canadian Hot 100)                        | 27                |
| Litwa (Single Top 100)                           | 53                |
| Łotwa (EHR Top 40)                               | 14                |
| Luksemburg (Luxembourg Songs)                    | 5                 |
| Niemcy (Top Single-Chart)                        | 10                |
| Norwegia (VG-lista)                              | 19                |
| Polska (OLiA)                                    | 10                |
| Portugalia (Singles Top 20)                      | 65                |
| Słowacja (Singles Digital Top 100)               | 26                |
| Stany Zjednoczone (Billboard Hot 100)            | 96                |
| Stany Zjednoczone (Hot Dance/Electronic Songs)   | 4                 |
| Szwajcaria (Singles Top 100)                     | 7                 |
| Szwecja (Veckolista Singlar)                     | 12                |
| Świat (Billboard Global 200)                     | 29                |
| Wielka Brytania (Official Singles Chart Top 100) | 19                |
| Włochy (Top Singoli)                             | 71                |

### Certyfikaty
| Kraj                   | Certyfikat       |
| ---------------------- | ---------------- |
| Australia (ARIA)       | złota płyta      |
| Austria (IFPI Austria) | złota płyta      |
| Francja (SNEP)         | diamentowa płyta |
| Kanada (Music Canada)  | platynowa płyta  |
| Polska (ZPAV)          | platynowa płyta  |
| Wielka Brytania (BPI)  | srebrna płyta    |